# Osborne 08
Osborne Corp. 08 (08) је , производ фирме Osborne Corp. који је почео да се израђује у Сједињеним Америчким Државама током 1987. године.
Користио је 80286 као централни микропроцесор а RAM меморија рачунара 08 је имала капацитет од 640 KB прошириво до 16 MB.

## Детаљни подаци
Детаљнији подаци о рачунару 08 су дати у табели испод.
|                       |                                                                           |
| [ 1 ]                 |                                                                           |
| Произвођач            |                                                                           |
| Тип                   |                                                                           |
| Меморија              | 640 прошириво до 16 MB                                                    |
| Поријекло             | Сједињене Америчке Државе                                                 |
| Година                | 1987                                                                      |
| Тастатура             | пуни помак тастера, 79 тастера са 12 функцијских тастера и тастери смјера |
| Процесор              |                                                                           |
| Фреквенција процесора | 8                                                                         |
| RAM                   | 640 прошириво до 16 MB                                                    |
| ROM                   | непознато                                                                 |
| Текст                 | 40 или 80 стубова x 24 линије                                             |
| Графика               | 640 x 200                                                                 |
| Боја                  | 16                                                                        |
| Звук                  | PC звучник                                                                |
| Димензије             | 41 (ширина) x 32 (дубина) x 16 (висина) / 9                               |
| Портови               |                                                                           |
| Оперативни систем     |                                                                           |